# Кононченко Віктор Олексійович
Віктор Олексійович Кононченко (3 травня 1932 — ?) — український радянський діяч, новатор виробництва, токар Ізюмського тепловозоремонтного заводу Харківської області. Депутат Верховної Ради УРСР 6-го скликання.

## Біографія
На 1963 рік — токар Ізюмського тепловозоремонтного заводу Харківської області. Ударник комуністичної праці.
Потім — на пенсії у місті Ізюмі Харківської області.

## Нагороди
- ордени
- медалі